# 齐娜·加里森
齐娜·加里森-杰克逊（英語：Zina Garrison-Jackson，1963年11月16日—），美国女子网球运动员。她曾代表美国参加1988年和1992年夏季奥林匹克运动会网球比赛，其中1988年奥运会获得女子双打金牌和女子单打铜牌。